# Jiří Ulrich
Jiří Ulrich (Prága, 1952. július 16. –) cseh nemzetközi labdarúgó-játékvezető.

## Pályafutása
1987-ben lett az I. Liga játékvezetője. Az aktív nemzeti játékvezetéstől 1997-ben vonult vissza. 110 élvonalbeli mérkőzést vezetett.
A Cseh labdarúgó-szövetség Játékvezető Bizottsága (JB) 1990-ben terjesztette fel nemzetközi játékvezetőnek, a Nemzetközi Labdarúgó-szövetség (FIFA) bíróinak keretébe. A cseh nemzetközi játékvezetők rangsorában, a világbajnokság-Európa-bajnokság sorrendjében többedmagával a 7. helyet foglalja el 5 találkozó szolgálatával. Az aktív nemzetközi játékvezetéstől 1996-ban vonult vissza. 5 válogatott találkozót vezetett.
Az 1994-es labdarúgó-világbajnokság és az 1998-as labdarúgó-világbajnokság selejtezőin a FIFA JB bíróként alkalmazta.
| Időpont          | Helyszín                 | Mérkőzés típusa                                            | Mérkőzés         | Eredmény | Nézők száma |
| ---------------- | ------------------------ | ---------------------------------------------------------- | ---------------- | -------- | ----------- |
| 1993. június 19. | Das Antas Stadion, Porto | 1994-es labdarúgó-világbajnokság előselejtező (1. csoport) | Portugália–Málta | 4 : 0    | 12 000      |
| 1996. október 5. | Daugavas Stadion, Riga   | 1998-as labdarúgó-világbajnokság előselejtező (4. csoport) | Litvánia–Skócia  | 0 : 2    | 9 500       |

Az 1992-es labdarúgó-Európa-bajnokság és az 1996-os labdarúgó-Európa-bajnokság selejtezőin az UEFA JB játékvezetőként foglalkoztatta.
| Időpont            | Helyszín                     | Mérkőzés típusa                                              | Mérkőzés            | Eredmény | Nézők száma |
| ------------------ | ---------------------------- | ------------------------------------------------------------ | ------------------- | -------- | ----------- |
| 1990. november 14. | Neie Stadion, Luxembourg     | 1992-es labdarúgó-Európa-bajnokság előselejtező (5. csoport) | Luxemburg–Wales     | 0 : 1    | 6 800       |
| 1991. október 16.  | Vasil Levski Stadion, Szófia | 1992-es labdarúgó-Európa-bajnokság előselejtező (2. csoport) | Bulgária–San Marino | 4 : 0    | 8 000       |

A török-magyar mérkőzés 61. percében megsérült Václav Krondl helyett tovább vezette a találkozót.
| Időpont             | Helyszín                       | Mérkőzés típusa           | Mérkőzés                 | Eredmény | Nézők száma |
| ------------------- | ------------------------------ | ------------------------- | ------------------------ | -------- | ----------- |
| 1995. április 26.   | Köztársasági Stadion, Chișinău | előselejtező (7. csoport) | Moldova–Bulgária         | 0 : 3    | 18 000      |
| 1995. szeptember 6. | İnönü Stadion, Isztambul       | előselejtező (3. csoport) | Törökország–Magyarország | 2 : 2    | 25 358      |